# Jamal Jouhar
Jamal Jouhar (26 luglio 1987) è un ex calciatore qatariota, di ruolo attaccante.

## Carriera

### Club
Ha sempre giocato nel campionato qatariota.

### Nazionale
Con la maglia della nazionale ha partecipato alla Coppa d'Asia nel 2004.